# Emma Simon

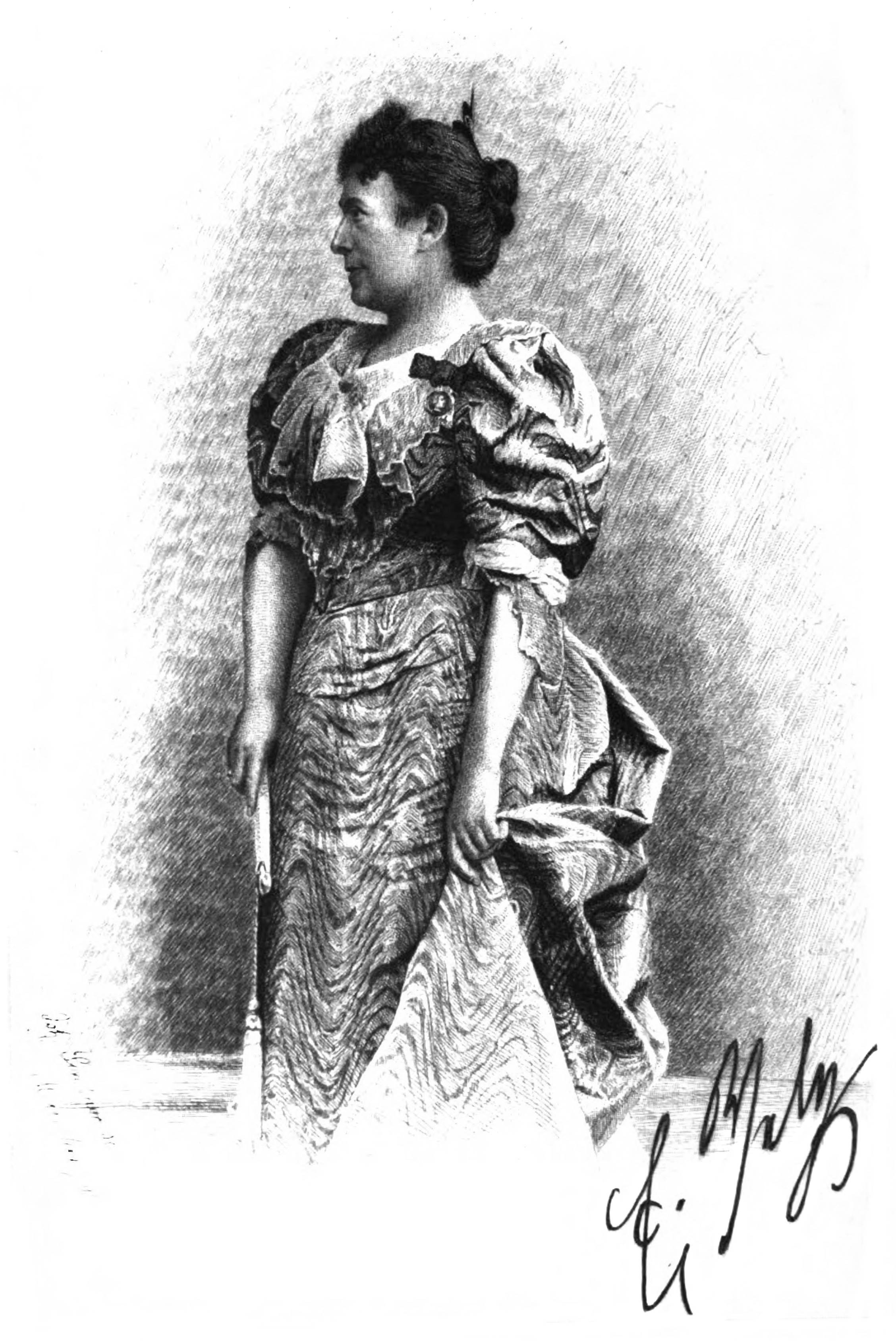
Emma Vely

Emma Simon (Pseudonym und einige Zeit nach der Scheidung auch ihr bürgerlicher Name: Emma Vely, Geburtsname: Wilhelmine Gertrude Friederike Karoline Theodore Marie Emma Couvely; * 8. August 1848 in Braunfels; † 5. Mai 1934 in Berlin) war eine deutsche Schriftstellerin und Salonnière.

## Leben und Werk
Emma Couvely wurde in die hugenottische Familie des Waffenfabrikanten Heinrich Couvely und dessen Frau Luise, Tochter des Hannoveraner Hofrüstmeisters Carl Daniel Tanner (1791–1858), geboren. 1851 verstarb ihr Vater, die Mutter kehrte mit den Kindern in ihre Heimatstadt zurück. Einem Aufenthalt bei einer Tante in Herzberg am Harz folgte für Emma Couvely der Besuch einer Höheren Töchterschule in Hannover. Später arbeitete sie als Erzieherin, nachdem ihr der Wunsch, zum Theater zu gehen, versagt blieb. Ihre erste Novelle schrieb sie als Neunzehnjährige, die Veröffentlichung erfolgte in der Stuttgarter Allgemeinen Familienzeitung unter dem Pseudonym Emma Vely. In Stuttgart heiratete sie 1871 den Redakteur der Familienzeitung und späteren Verlagsbuchhändler Carl F. Simon, mit dem sie 1878 nach Herzberg am Harz zog. Die Ehe war unglücklich und wurde letztlich geschieden.
1889 ging Emma Simon-Vely mit ihrer Tochter – ein Sohn war früh verstorben – nach Berlin. Sie betätigte sich als Schriftstellerin und Feuilletonistin. Eine an Montagen wöchentlich in ihrer Wohnung in der Maaßenstraße 14 abgehaltene Zusammenkunft von Freunden und Bekannten aus der Literaten-, Zeitungs- und Theaterwelt Berlins entwickelte sich zu einem gesellschaftlichen Treffpunkt bürgerlich-liberaler Kreise in der Tradition der literarischen Salons. Zu den regelmäßigen Gästen zählten unter anderen Heinrich Rickert, Ludwig Bamberger, Julius Stinde, Otto Erich Hartleben, Ernst von Wildenbruch, Arthur Levysohn, Ludwig Barnay und Hedwig Niemann-Raabe.
Emma Vely engagierte sich schriftstellerisch in der Frauenbewegung. Sie schrieb für die Zeitschrift Die Frau, stand mit Anna Schepeler-Lette und Hedwig Dohm in engerem Kontakt und war Fanny Lewald freundschaftlich verbunden. Auch in ihren Romanen setzte sie sich für eine Verbesserung der Stellung der Frau, unter anderem durch eine bessere Schulbildung für Mädchen, ein.
Ihre Tochter Lolo Vely wurde Schauspielerin und betätigte sich ebenfalls schriftstellerisch.
Teile des Nachlasses von Emma Simon-Vely werden im  Deutschen Literaturarchiv Marbach, im Archiv der Berlin-Brandenburgischen Akademie der Wissenschaften. und im Hessischen Staatsarchiv Darmstadt aufbewahrt.

## Ehrungen
Für ihr historisches Werk Herzog Karl von Württemberg und Franziska von Hohenheim  erhielt Emma Simon vom württembergischen König Wilhelm II. die Große Goldene Medaille für Kunst und Wissenschaft am Bande des Ordens der Württembergischen Krone.